# 成吉思汗 (Berryz工房單曲)
「成吉思汗」（ジンギスカン）是日本的女子偶像組合Berryz工房的第16張单曲。2008年3月12日由PICCOLO TOWN发售。

## 概要
- 「成吉思汗」是舞台劇「ジンギスカン - わが剣、熱砂を染めよ -」的主題曲
- B面曲「Darling I LOVE YOU」分為「Berryz工房 ver.」和「℃-ute ver.」，分別收錄在此單曲和「淚的顏色」中
- 此單曲有2個版本，分別有「初回生産限定盤」和「CD ONLY」。「初回生産限定盤」收錄了「成吉思汗」的PV。
- 在3月24日於公信榜單曲週排行榜取得第5位。
- 「成吉思汗」為第41回日本有線大賞「有線音樂賞」的獲獎曲。

## 收錄内容

### CD（初回生産限定盤 、 CD ONLY）
CD
1. 成吉思汗

作詞：B.Meinunger（訳詞：山本伊織），作曲：R.Siegal，編曲：ダンス☆マン
翻唱自1979年德语歌曲成吉思汗
1. Darling I LOVE YOU（Berryz工房 ver.）（日語：ダーリン I LOVE YOU）

作詞・作曲：淳君，編曲：酒井ミキオ
1. 成吉思汗（Instrumental）

### DVD（初回生産限定盤）
1. 成吉思汗（Dance Shot Ver.）